# Христо Захариев
Христо Стефанов Захариев е български възрожденски просветен деец.

## Биография
Роден е през 1851 година в Пазарджик в семейството на изтъкнатия възрожденски деец Стефан Захариев. Негова сестра е общественичката Мария Захариева. След смъртта на баща си през 1871 година за кратко е учител в родния си град. През същата година е повикан да учителства в село Плевня, Драмско, където въвежда звучната метода в обучението (1871 – 1873). Продължава да учителства в Солун (1873), Варово (1874), Лозенград (1875) и Дерекьой (1876 – 1877). След 1878 година е административен чиновник в Кавакли.
Навсякъде води активна борба срещу гръцките владици, за което е преследван от тях. Поддържа кореспонденция със Стефан Веркович в Сяр. Захариев е сред членовете на дружеството „Българска зора“ в Солун. Участва в Старозагорското въстание от 1875 година. Пише дописки в цариградските български вестници „Право“ (1873), „Век“ (1874) и „Напредък“ (1875, 1877) относно положението на българското население. Издирва стари славянски ръкописи и други старини. Той е автор на биографична статия за своя баща „Животопис на Стефана Захариев от гр. Т. Пазарджик“, публикувана през 1900 година в списание „Училищен преглед“. През 1902 г. издава кнгата си „Остатъци от най-опасните паразити на България“ в Пазарджик, в която брани Иван Гологанов и Веда Словена. През 1910 година е награден с възпоменателния медал „За независимостта на България 1908 година“.
Умира през 1911 година в родния си град.